# Wietze (Örtze)
Wietze este un râu cu lungimea de 29 km, care traversează Lüneburger Heide din landul Saxonia Inferioară. El are izvorul în apropiere de Soltau de unde curge spre sud traversează Wietzendorf de unde se îndreaptă spre est și apoi spre sud și se confluează cu Örtze în localitatea Müden (Örtze). Râul între Wietzendorf și Velligsen poate fi folosit pentru canotaj. A nu se confunda râul cu Wietze (Aller) care este un afluent al lui Aller.